# Mubârak Shâh
Pour les articles homonymes, voir Moubarak (homonymie).
Mubârak Shâh est un sultan de Delhi de la dynastie des Sayyîd, fils et successeur désigné de Khizr Khân Sayyîd. Il règne sur le sultanat de 1421 à 1434. Il passe l'essentiel de son règne réprimer des révoltes. Il se libère de la tutelle de Shah Rukh ce qui entraine des raids timourides sur le Penjab et au-delà de l'Indus. Mubârak doit fortifier Lahore pour les contenir. En 1433, il fonde la ville de Mubarakabad sur la Yamunâ. Il est assassiné par une conspiration sur le chemin de Kalpî le 19 février 1434. Comme il n'a pas de fils, son neveu Muhammad Shâh est placé par les nobles sur le trône.

## Sources
- History of Delhi Sultanate, par M.H. Syed publié par Anmol Publications PVT. LTD., 2004  (ISBN 812611830X et 9788126118304)
- Histoy of medieval India, 1606 - 1756, par S R Bakshi Publié par Anmol Publications PVT. LTD., 2003  (ISBN 8174880283 et 9788174880284)